# Elwood Cooke
Elwood Thomas Cooke (ur. 5 lipca 1913 w Ogden, zm. 16 kwietnia 2004 w Apopce) – amerykański tenisista, zwycięzca Wimbledonu w grze podwójnej.

## Kariera tenisowa
W latach 1939–1941 i 1945 Cooke był klasyfikowany w czołowej dziesiątce rankingu amerykańskiego, najwyżej w 1945 – nr 4. W rankingu światowym, prowadzonym przez The Daily Telegraph, zajmował w 1939 8. miejsce. W tym właśnie sezonie odniósł największe sukcesy w turnieju wimbledońskim. W singlu wyeliminował m.in. znanego Brytyjczyka Bunny’ego Austina i Niemca Hennera Henkla (nr 5. rozstawienia), a w finale przegrał z rodakiem Bobbym Riggsem w pięciu setach (6:2, 6:8, 6:3, 3:6, 2:6), nie wykorzystując szansy na objęcie prowadzenia 2:0 w setach (prowadził 6:2, 4:1). W parze z Riggsem odniósł triumf w deblu, po finałowym zwycięstwie nad Brytyjczykami Charlesem Hare i Frankiem Wilde 6:3, 3:6, 6:3, 9:7.
Również w 1939 był w finale gry mieszanej na mistrzostwach USA. W decydującym meczu Cooke i Sarah Palfrey Cooke ulegli Harry’emu Hopmanowi i Alice Marble 7:9, 1:6. Także z Palfrey Cooke triumfował w konkurencji miksta na mistrzostwach Francji, pokonując w finale Simone Mathieu i Franja Kukuljevicia (4:6, 6:1, 7:5). W 1940 Cooke wygrał w parze z Riggsem halowe mistrzostwa USA. Był również zwycięzcą wielu amerykańskich turniejów regionalnych (w singlu i deblu), m.in. zdobył mistrzostwo Oregonu w 1935 w grze pojedynczej oraz w 1935 i 1936 w grze podwójnej.
W czasie II wojny światowej służył w marynarce wojennej. W 1941 poślubił swoją dawną partnerkę mikstową Sarah Palfrey. W 1945 na turnieju w Cincinnati małżeństwo Cooke stworzyło parę, która została dopuszczona do konkurencji debla mężczyzn. Przegrali dopiero w finale z parą Bill Talbert i Hal Surface. Na tej samej imprezie Elwood Cooke doszedł do finału gry pojedynczej, w którym uległ Talbertowi.

### Finały w turniejach wielkoszlemowych

#### Gra pojedyncza (0–1)
| Końcowy wynik | Nr | Data         | Turniej           | Nawierzchnia | Przeciwnik  | Wynik finału            |
| ------------- | -- | ------------ | ----------------- | ------------ | ----------- | ----------------------- |
| Finalista     | 1. | 7 lipca 1939 | Wimbledon, Londyn | Trawiasta    | Bobby Riggs | 6:2, 6:8, 6:3, 3:6, 2:6 |

#### Gra podwójna (1–0)
| Końcowy wynik | Nr | Data         | Turniej           | Nawierzchnia | Partner     | Przeciwnicy              | Wynik finału       |
| ------------- | -- | ------------ | ----------------- | ------------ | ----------- | ------------------------ | ------------------ |
| Zwycięzca     | 1. | 7 lipca 1939 | Wimbledon, Londyn | Trawiasta    | Bobby Riggs | Charles Hare Frank Wilde | 6:3, 3:6, 6:3, 9:7 |

#### Gra mieszana (1–1)
| Końcowy wynik | Nr | Data             | Turniej                                | Nawierzchnia | Partnerka           | Przeciwnicy                      | Wynik finału  |
| ------------- | -- | ---------------- | -------------------------------------- | ------------ | ------------------- | -------------------------------- | ------------- |
| Zwycięzca     | 1. | 17 czerwca 1939  | French Championships, Paryż            | Ceglana      | Sarah Palfrey Cooke | Simone Mathieu Franjo Kukuljević | 4:6, 6:1, 7:5 |
| Finalista     | 1. | 17 września 1939 | U.S. National Championships, Nowy Jork | Trawiasta    | Sarah Palfrey Cooke | Alice Marble Harry Hopman        | 7:9, 1:6      |